# Košice

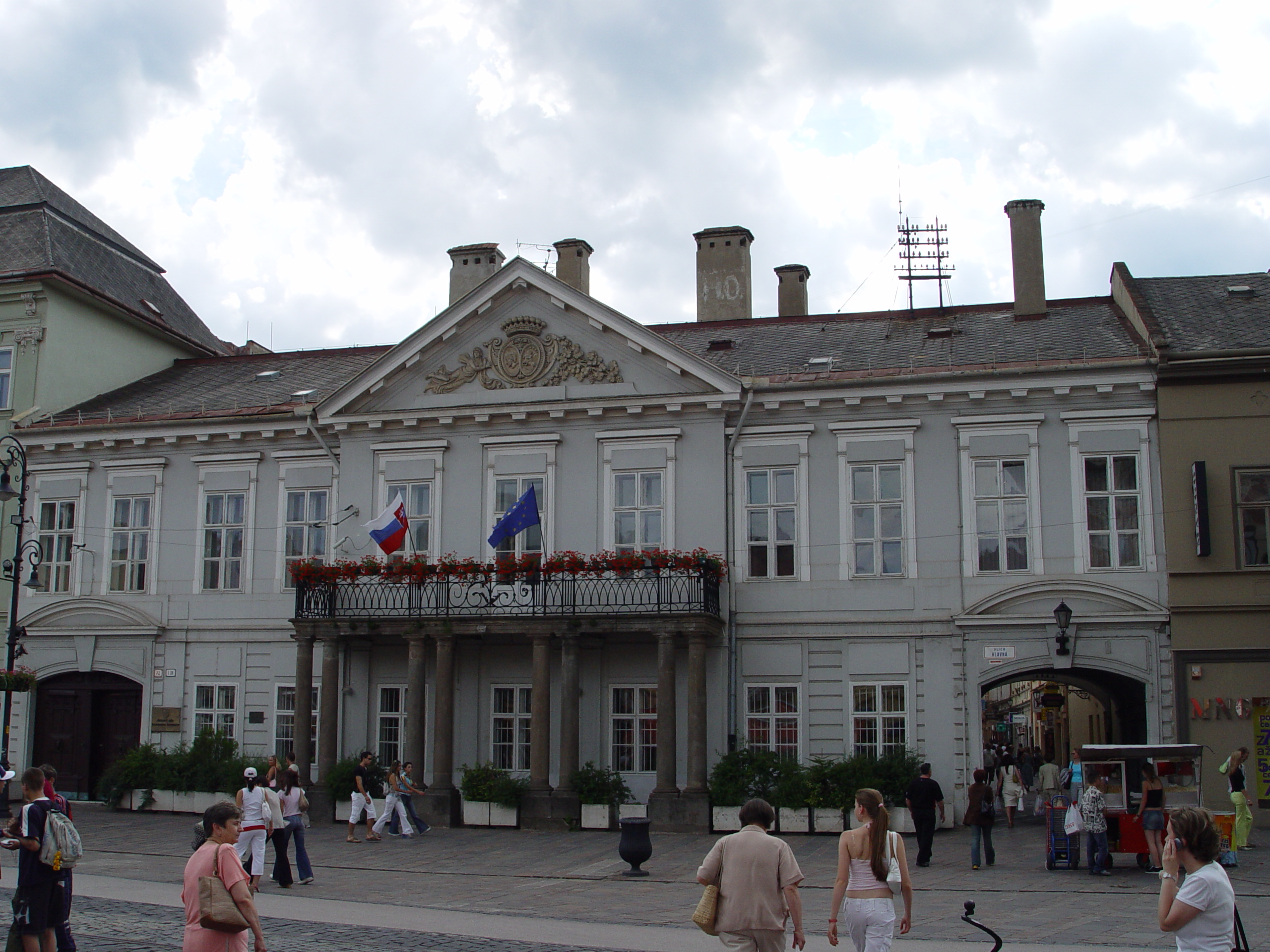
Palazzo Dessewffy, già sede della Corte costituzionale della Repubblica Slovacca

Košice (AFI: [ˈkɔʃiʦɛ]; in ungherese: Kassa, [ˈkɒʃːɒ]; in tedesco: Kaschau, [ˈkaʃaʊ̯]; in polacco: Koszyce, [kɔˈʂɨʦɛ]; in ucraino: Кошиці, Košyci [ˈkɔʃeʦʲi]; in latino e in italiano storico: Cassovia) è una città della Slovacchia orientale, vicino al confine con la Polonia, l'Ucraina e l'Ungheria sul fiume Hornád. Ha circa 239 000 abitanti ed è la seconda città più popolosa della Slovacchia. Košice è sede della Corte costituzionale della Repubblica Slovacca, di due università, dell'accademia aeronautica slovacca, di un'arcidiocesi di rito romano e di un'eparchia di rito bizantino.
Košice è stata Capitale europea della cultura nel 2013, assieme a Marsiglia.

## Geografia fisica

### Territorio
Košice sorge nella valle del fiume Hornád, un affluente di destra del Tibisco, nel punto in cui le colline digradano verso la pianura pannonica. Il centro della città sorge sulla riva destra dello Hornád, mentre popolari quartieri moderni (Sídlisko Ťahanovce, Dargovských hrdinov, Vyšné Opátske) sorgono sulla riva sinistra. Ancora più a est, sulle colline, è situato il nucleo antico di Košická Nová Ves. Il territorio comunale si estende verso sud nella pianura, su entrambe le rive dello Hornád.
Il centro della città si trova all'altitudine di 208 m s.l.m., mentre il punto più alto del territorio comunale, la collina Hradová a nord, raggiunge la quota di 466 m.

### Clima
Il clima di Košice è tipicamente continentale, con escursioni termiche notevoli e precipitazioni più abbondanti in estate.
| Košice aeroporto    | Mesi | Mesi | Mesi | Mesi | Mesi | Mesi | Mesi | Mesi | Mesi | Mesi | Mesi | Mesi | Stagioni | Stagioni | Stagioni | Stagioni | Anno |
| Košice aeroporto    | Gen  | Feb  | Mar  | Apr  | Mag  | Giu  | Lug  | Ago  | Set  | Ott  | Nov  | Dic  | Inv      | Pri      | Est      | Aut      | Anno |
| ------------------- | ---- | ---- | ---- | ---- | ---- | ---- | ---- | ---- | ---- | ---- | ---- | ---- | -------- | -------- | -------- | -------- | ---- |
| T. max. media (°C)  | 0    | 2    | 8    | 13   | 18   | 23   | 25   | 25   | 19   | 13   | 5    | 0    | 0,7      | 13       | 24,3     | 12,3     | 12,6 |
| T. min. media (°C)  | −5   | −3   | 0    | 5    | 9    | 12   | 13   | 13   | 10   | 5    | 0    | −3   | −3,7     | 4,7      | 12,7     | 5        | 4,7  |
| Precipitazioni (mm) | 20   | 30   | 30   | 30   | 60   | 80   | 80   | 70   | 50   | 30   | 40   | 30   | 80       | 120      | 230      | 120      | 550  |

Storicamente la temperatura più alta registrata è stata di 38,5 °C (20 luglio 2007), mentre la più bassa è stata di −30,5 °C (16 febbraio 1940).

## Storia

### Origini
La prima notizia scritta della città si ha nel 1230, e riguardava un atto relativo alla vendita di un terreno; la città nell'occasione veniva chiamata Villa Cassa.
Nel 1342 ricevette il titolo di città "regia e indipendente", e il 7 maggio 1369, prima in Europa, per concessione di Luigi I d'Ungheria le venne assegnato uno stemma civico, raffigurante quattro righe bianche, quattro rosse, e tre gigli d'Angiò. Nel 1374 la città fu teatro del cosiddetto Privilegio di Koszyce, con il quale il re Luigi I d'Ungheria assicurò la successione delle sue figlie al trono di Polonia tramite la concessione di privilegi alla nobiltà polacca.

### Lo sviluppo
Favorita dalla posizione geografica, che ne faceva il crocevia di molti traffici, Košice conobbe un periodo di grande prosperità a partire dal XIV secolo: in quel periodo la città era uno dei maggiori centri commerciali dell'Europa centrale, faceva parte della Pentapolitana, ed era già la seconda città più popolata dell'odierna Slovacchia dopo Bratislava (nel 1480 la popolazione era di 10 000 abitanti).

### La decadenza
Nel 1556 un terribile incendio distrusse quasi completamente la città: molti edifici vennero gravemente danneggiati, e solo grazie all'aiuto delle vicine città, Košice poté essere effettivamente ricostruita.
Il XVI e il XVII secolo furono periodi bui per la città, segnati dalle continue ribellioni contro gli Asburgo e delle guerre di religione fra cattolici e protestanti e dalla conseguente paralisi delle attività commerciali che anni prima le avevano permesso di raggiungere un'invidiabile stabilità economica: il 7 settembre 1619 a Košice furono martirizzati i gesuiti Melchiorre Grodecký, Marco Križevčanin e Stefano Pongrácz, canonizzati nel 1997.

### Dal XVIII secolo a oggi
Solo a partire dal XVIII secolo la città conobbe una lenta ma progressiva ripresa, con l'edificazione di nuovi palazzi, dapprima in stile barocco, ma poi anche in stile liberty. Dal 1804 Košice divenne sede vescovile.
Dopo la Prima guerra mondiale, complice la disfatta dell'Austria-Ungheria, la città venne occupata dall'esercito ceco, entrando a far parte della nuova Cecoslovacchia. Nel 1919 fu la sede, per un breve periodo, della Repubblica Sovietica Slovacca. La città ritornò poi all'Ungheria nel 1938, in base a quanto stabilito dal Primo Arbitrato di Vienna, e se ne staccò solo alla fine della Seconda guerra mondiale. Durante la seconda guerra mondiale fu sede di un ghetto ebraico, che contava una comunità di circa 15 000 persone.
A Košice venne inoltre formato il primo governo cecoslovacco dopo la fine della seconda guerra mondiale, nel 1945, due mesi prima della liberazione di Praga da parte dell'Armata Rossa; tuttavia, con la salita al potere dei comunisti nel 1948, l'amministrazione del paese venne centralizzata a Praga.
Košice soprattutto a partire dal XX secolo è stata un vivace centro culturale. Ha dato i natali allo scrittore ungherese Sándor Márai (1900 - 1989), di cui si conservano in città alcuni oggetti, raccolti in una stanza commemorativa, che sorge nel luogo dove fu demolita la casa natale dell'autore. Importante fu pure la scultrice Alina Ferdinandy (1926-1974). Nel 2013 Košice fu Capitale europea della cultura e approfittò di questa nomina per dotarsi di importanti infrastrutture come il Kasárne Kulturpark, SPOTs e la Kunsthalle/Hala umenia, nonché per il restauro dei suoi monumenti principali.
Nel 1999 il sindaco di Košice Rudolf Schuster divenne presidente della Repubblica.

## Monumenti e luoghi d'interesse

### Edifici sacri

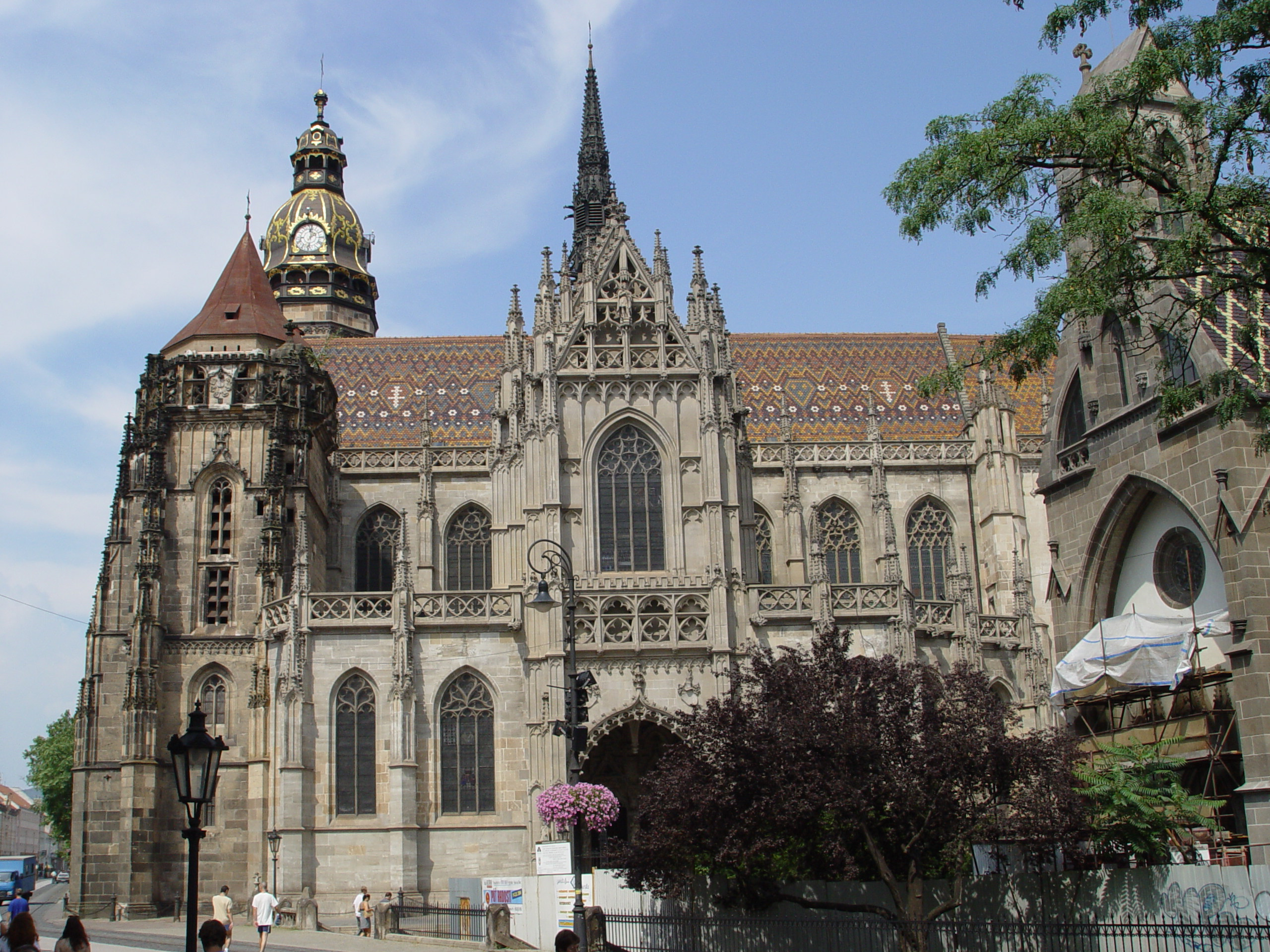
La cattedrale di Sant'Elisabetta.

La cattedrale di Sant'Elisabetta è la più grande chiesa della Slovacchia e la più grande costruzione del paese in stile gotico. Venne edificata tra il 1378 e il 1508, sulle ceneri della precedente chiesa parrocchiale, rasa al suolo da un incendio nel 1370. L'altare principale della chiesa, opera dello scultore rinascimentale mastro Pavol di Levoča, ospita la maggiore collezione di tavolette mariane d'Europa; in una cripta sono inoltre conservate le spoglie del principe Ferenc Rákóczi, eroe ungherese della ribellione contro gli Asburgo.
La cappella di San Michele è collocata a sud della cattedrale, ed è un edificio a singola navata sempre in stile gotico. Fu edificata nel XIV secolo ed era originariamente un ossario. È il secondo edificio più antico della città.
Sul lato nord della cattedrale si trova il campanile di Sant'Urbano, edificio gotico del XIV secolo, più volte rimaneggiato.
Sempre nella via principale, Hlavná ulica, è presente anche la Colonna dell'Immacolata, monumento barocco eretto in ringraziamento per la fine della peste.
Altre due chiese sorgono sul lato orientale della via: la chiesa di Sant'Antonio di Padova, detta chiesa dei Francescani, chiesa gotica rifatta in forme barocche, e la chiesa della Santissima Trinità, detta chiesa dei premostratensi.
Nel centro di Košice sono presenti anche le chiese cattoliche dei Domenicani, con annesso convento, e delle Orsoline. La cattedrale della Natività di Maria Vergine è la chiesa principale dell'eparchia di Košice, circoscrizione della Chiesa greco-cattolica slovacca.
Vi sono anche due chiese protestanti ottocentesche, la chiesa evangelica e la chiesa calvinista e una sinagoga.

### Edifici civili
Fra gli edifici civili sono importanti il Teatro di Stato, nel tratto centrale di Hlavná ulica (via Maestra). Lungo la stessa strada si affacciano i palazzi più importanti: il municipio vecchio, il palazzo arcivescovile, il palazzo Andrássy, il palazzo del Capitano, la foresteria dei mercanti di Levoča, il palazzo del Mendicante d'Oro, il palazzo Dessewffy.
Della cinta muraria di Košice rimangono alcuni tratti dei bastioni: il bastione del boia e il bastione del mulino sul lato est, un tratto verso ovest e la porta meridionale della città, oggi sotto il piano stradale e visitabile.

### Altri luoghi
Fuori città si trova il Giardino zoologico di Košice, il maggiore della Slovacchia.
A pochi chilometri si trova anche il geyser di Herľany.

## Società

### Evoluzione demografica
Abitanti censiti

### Etnie e minoranze straniere
In base al censimento del 2001 gli abitanti della città appartengono alle seguenti etnie:
- Slovacchi 89,09%
- Magiari 3,79%
- Rom 2,14%
- Cechi 1,19%
- Ruteni 0,54%
- Ucraini 0,46%
- Tedeschi 0,17%

### Religione
In base al censimento del 2001 gli abitanti della città professano le seguenti religioni:
- Cattolici 65,58%
  - di rito romano 58,03%
  - di rito bizantino 7,55%
- Evangelici 4,11%
- Ortodossi 1,45%
- religione non dichiarata 4,88%
- senza affiliazioni religiose 19,35%.

## Cultura

### Università
Košice è sede dell'Università Pavol Jozef Šafárik, fondata con il nome di Universitas Cassoviensis nel 1657 e articolata in cinque facoltà: medicina, scienze naturali, giurisprudenza, scienze sociali e filosofia. È sede anche di un'università di medicina veterinaria, fondata nel 1949. Nel 1952 fu istituita l'Università tecnica di Košice, che oggi conta 9 facoltà (ingegneria mineraria e dell'ambiente, metallurgia, ingegneria meccanica, ingegneria elettrotecnica e informatica, ingegneria edile, ingegneria della produzione, arte, aviazione ed economia, quest'ultima con sede a Prešov).
In città si trovano anche facoltà distaccate di altre università slovacche: la facoltà di business administration dell'Università economica di Bratislava, la facoltà di teologia dell'Università cattolica di Ružomberok e la facoltà di economia e management dell'Università economica di Nitra.

### Musei e pinacoteche
A Košice si trova uno dei più antichi musei slovacchi, il Museo della Slovacchia orientale, fondato nel 1872 per iniziativa di Imrich Henszlmann. Il museo si articola in tre sezioni: scienze naturali, storia e storia dell'arte. La sezione di storia è nell'edificio principale, nei cui sotterranei è custodito anche il tesoro di Košice, mentre le sezioni di scienze naturali e di storia dell'arte sono ospitate nel palazzo antistante, il cosiddetto "Edificio della Divisione" (Budova Divízie) il cui ingresso è su via Hviezdoslavova. Un'altra sede del museo è in una parte diversa del centro storico, nel bastione del Boia (Katova bašta): ospita la riproduzione della casa di Tekirdağ in cui visse in esilio Francesco II Rákóczi. Un'altra sede del museo nel centro della città è allestita in una prigione medievale, Miklušova väznica. Nel giardino del museo è stata ricollocata una chiesa in legno, proveniente da Kožuchovce.
In totale la collezione del museo è di 500 000 oggetti.
Importante è anche la Galleria della Slovacchia orientale, pinacoteca che raccoglie opere dei più importanti artisti locali.
Dal 1993 la casa donata dallo scultore Vojtech Löffler ospita un museo e la biblioteca a lui dedicati e la camera dell'artista. Il museo raccoglie la sua collezione privata, di circa 2 000 pezzi: oltre alle sue sculture, vi sono esposte opere di artisti di Košice come Elemír Halász-Hradil, Ľudovít Čordák, Konštantín Bauer, Gejza Kieselbach, János Kmetty, Anton Jasusch, Vlado Šipoš, Ľudovít Feld, František Reichentál, Július Jakoby, Juraj Collinásy, Imrich Oravecz, Štefan Roskoványi.

## Geografia antropica

### Distretti e quartieri

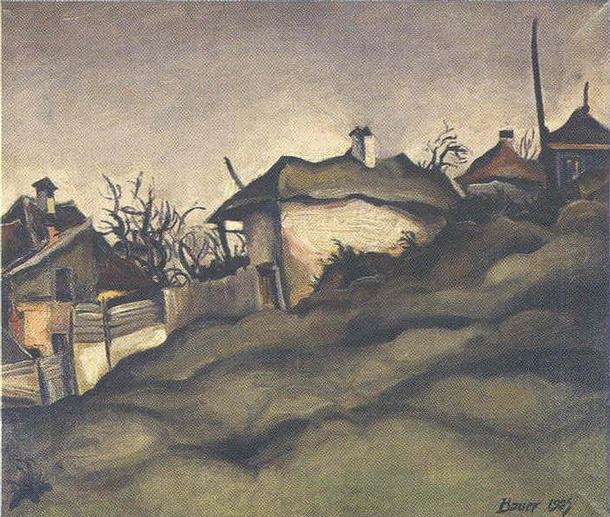
Periferia di Košice (1925), opera di Konštantín Bauer

Košice è divisa amministrativamente in 4 distretti, mentre un quinto distretto Košice-okolie comprende i dintorni di Košice oltre i confini comunali, ma ha sede a Košice.
Il comune di Košice è diviso in 22 quartieri, così distribuiti fra i vari distretti:
|                    | Distretti e quartieri |                     |               |
| Košice I           | Košice II             | Košice III          | Košice IV     |
| Džungľa            | Lorinčík              | Dargovských hrdinov | Barca         |
| Kavečany           | Luník IX              | Košická Nová Ves    | Juh           |
| Sever              | Myslava               |                     | Krásna        |
| Sídlisko Ťahanovce | Pereš                 |                     | Nad jazerom   |
| Città Vecchia      | Poľov                 |                     | Šebastovce    |
| Ťahanovce          | Sídlisko KVP          |                     | Vyšné Opátske |
|                    | Šaca                  |                     |               |
|                    | Západ                 |                     |               |

## Infrastrutture e trasporti

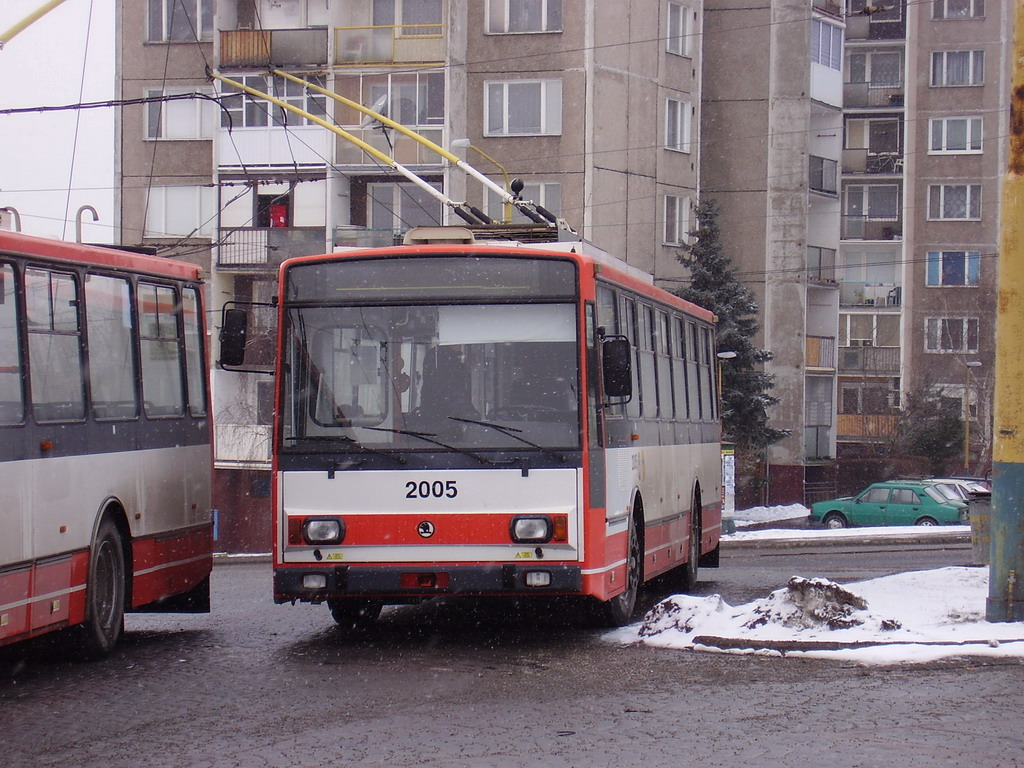
Košice: filobus Škoda 14TrM n. 2005

Košice può contare su un aeroporto internazionale, il secondo più importante del paese, che dista 6 km dal centro.
La stazione ferroviaria di Košice è il capolinea della principale linea ferroviaria slovacca, che la collega a Bratislava attraversando tutto il paese dalla parte settentrionale (Žilina, Liptovský Mikuláš, Poprad, Kysak). È anche capolinea dell'altra ferrovia che attraversa la Slovacchia da est a ovest passando per la parte centrale del paese (via Brezno). La stazione fu tuttavia inaugurata il 14 agosto 1860 come capolinea della ferrovia per Miskolc. Dalla stazione di Košice hanno origine treni internazionali per Budapest, Praga, Vienna, Leopoli, Kiev e Cracovia.
Košice è servita anche da altre due stazioni secondarie: Košice predmestie e Ťahanovce.
La città ha una rete di trasporti pubblici costituita da autobus, filobus e tram.

## Amministrazione

### Consolati
Košice ospita il consolato generale ungherese e consolati onorari di Belgio, Germania, Spagna, Russia, Turchia e Mongolia. Negli anni 2000 ha ospitato anche un consolato italiano.

### Gemellaggi

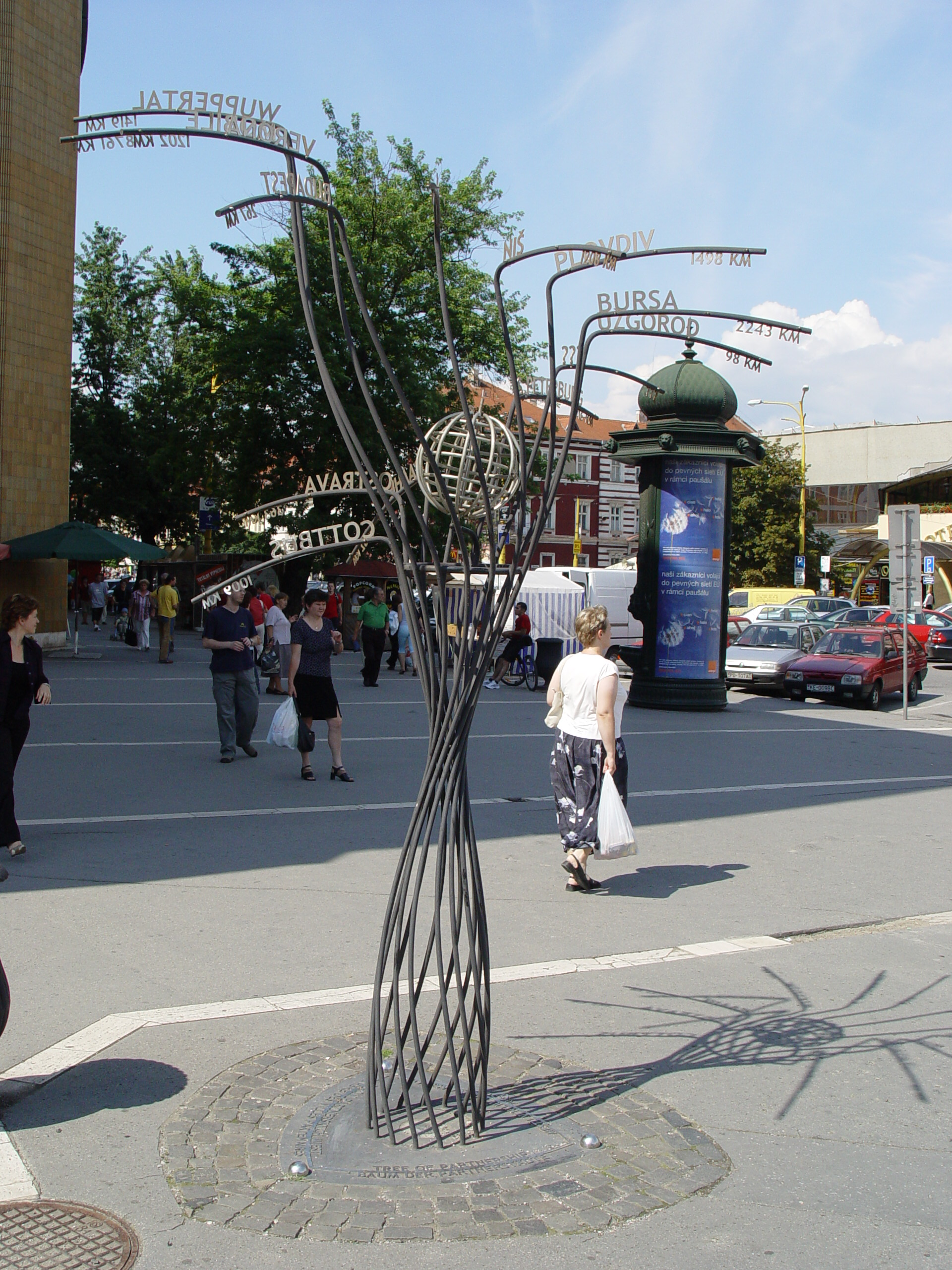
L'albero dei gemellaggi nel centro di Košice.

La città è gemellata con:
- Budapest
- Bursa
- Cottbus
- Katowice[9]
- Krosno
- Miskolc
- Mobile
- Mosca
- Niš
- Ostrava
- Plovdiv
- Raahe
- Rzeszów
- San Pietroburgo
- Užhorod
- Vysoké Tatry
- Wuppertal

## Sport

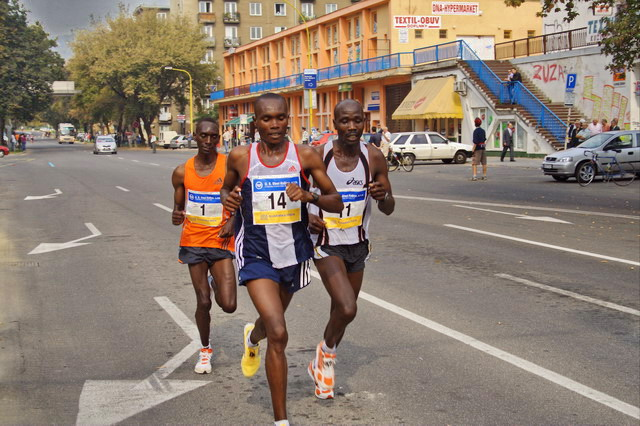
Atleti della Maratona internazionale della pace.

Košice ospita ogni anno una delle maratone più importanti d'Europa, la Maratona internazionale della pace. Alla maratona è dedicata una piazza (Námestie Maratónu mieru) dove un monumento ricorda tutti i vincitori e le vincitrici della competizione. La piazza è stata il traguardo della corsa, mentre sulla via principale i paracarri segnano la distanza percorsa dagli atleti.
Sport molto popolare a Košice e in tutta la Slovacchia è l'hockey su ghiaccio. Gli incontri di questo sport si svolgono allo Stadio invernale (Steel Arena). La città insieme a Bratislava è stata sede del Campionato mondiale di hockey su ghiaccio maschile 2011.
Košice è anche città natia della campionessa di tennis Martina Hingis, ex numero 1 delle classifiche mondiali: la giocatrice nacque qui da genitori slovacchi, ma si trasferì in tenera età insieme alla madre prima in Germania poi in Svizzera dove prese visto e cittadinanza, partecipando anche al circuito WTA di tennis femminile sotto la bandiera rosso-crociata e con il cognome virato all'occidentale, da Hingisová a Hingis.
Il Košice è la più importante squadra di calcio della città.